# Grzęzienko
Grzęzienko – wieś w północno-zachodniej Polsce, położona w województwie zachodniopomorskim, w powiecie łobeskim, w gmina Dobra.

## Zabytki
- park dworski, pozostałość po dworze[4]